# Кудряшов-Весеньєв Василь Миколайович
Васи́ль Весе́ньєв — колишній український радянський футболіст, захисник. Грав за київські команди «Динамо», «Залдор», «Райкомвод» і «Вимпел» та збірну Києва. Чемпіон УСРР з футболу 1931 року у складі збірної Києва. Переможець першості українського товариства «Динамо» 1933 року.

## Загальні відомості
1923—1930 року Василь Весеньєв з перервами грав за команду київських залізничників «Залдор».
Після переходу до київського «Динамо» став одним з найнадійніших захисників команди (1931—1933 роки).
Зі спогадів одноклубника: «Його надійність стала загальновідомою. „Обороняється як Весеньєв“ означало: просто, економно, з точним вибором місця. У підстрахуванні йому не було рівних. Та й Васиному оптимізму варто було позаздрити. У вкрай невдалому поєдинку 1934 року зі збірною Ленінграду він примудрявся жартувати і підбадьорювати нас навіть за рахунку 0:6».
Легендарний капітан київського «Динамо» К. В. Щегоцький згадував про нього: «Гра захисника Василя Весеньєва не справляла ефектного враження. Проте діяв він економно, обачливо, вміло обирав місце, встигав підстрахувати партнера по обороні, зупиняв найдосвідченіших форвардів. Василь мав інженерну освіту, був скромний, стриманий, своїм невичерпним оптимізмом дуже допомагав товаришам. Хоч як бувало скрутно в матчах, я ніколи не бачив Весеньєва розгубленим, невпевненим».
Грав за збірну команду Києва на всеукраїнських турнірах (1927, 1928, 1934).
1936 року грав за київську команду «Вимпел», яка брала участь в Кубку СРСР.

## Цікавинки
- 1934 року капітан «Динамо» К. В. Щегоцький віддав одруженому В. Весеньєву свою кімнату, а сам мешкав в готелі[5].

- Зі спогадів К. Щегоцького: «Якось на матчі в Москві наш лисуватий Василь Весеньєв несподівано головою зрізав м'яч у власні ворота. Прокоф'єв промчав через усе поле до невдахи і, захекавшись, сказав: Ми в-вам перуку придбаємо!»[6].

- Мав прізвисько — Вася Інженер[1].